# Николаева, Юлия Сергеевна
Ю́лия Серге́евна Никола́ева (Катханова) (1921 года, СССР) — советская фигуристка, шестикратная чемпионка СССР 1947—1952 годов в женском одиночном катании. Мастер спорта СССР.
Фигурным катанием начала заниматься в секции фигурного катания в ЦПКиО им. A.M. Горького. Являлась победительницей первенства юных фигуристов Москвы 1938 года, чемпионкой Москвы 1941 года, победительницей первенства РСФСР 1949 года.

## Спортивные достижения
| Соревнования/Сезоны | 1939 | 1941 | 1946 | 1947 | 1948 | 1949 | 1950 | 1951 | 1952 |
| ------------------- | ---- | ---- | ---- | ---- | ---- | ---- | ---- | ---- | ---- |
| Чемпионаты СССР     | 3    | 3    | 3    | 1    | 1    | 1    | 1    | 1    | 1    |